# カルパナ・チャウラ (小惑星)
カルパナ・チャウラ (51826 Kalpanachawla) は小惑星帯に位置する小惑星である。カリフォルニア州サンディエゴにあるパロマー天文台で、ジェット推進研究所の地球近傍小惑星追跡プログラムによって発見された。
小惑星番号51823以降の7個の小惑星は2003年2月1日のコロンビア号空中分解事故で犠牲になった7人の宇宙飛行士から命名されており、51826番はインド生まれの女性宇宙飛行士でミッション・スペシャリストのカルパナ・チャウラから命名された。